# Justine Niogret

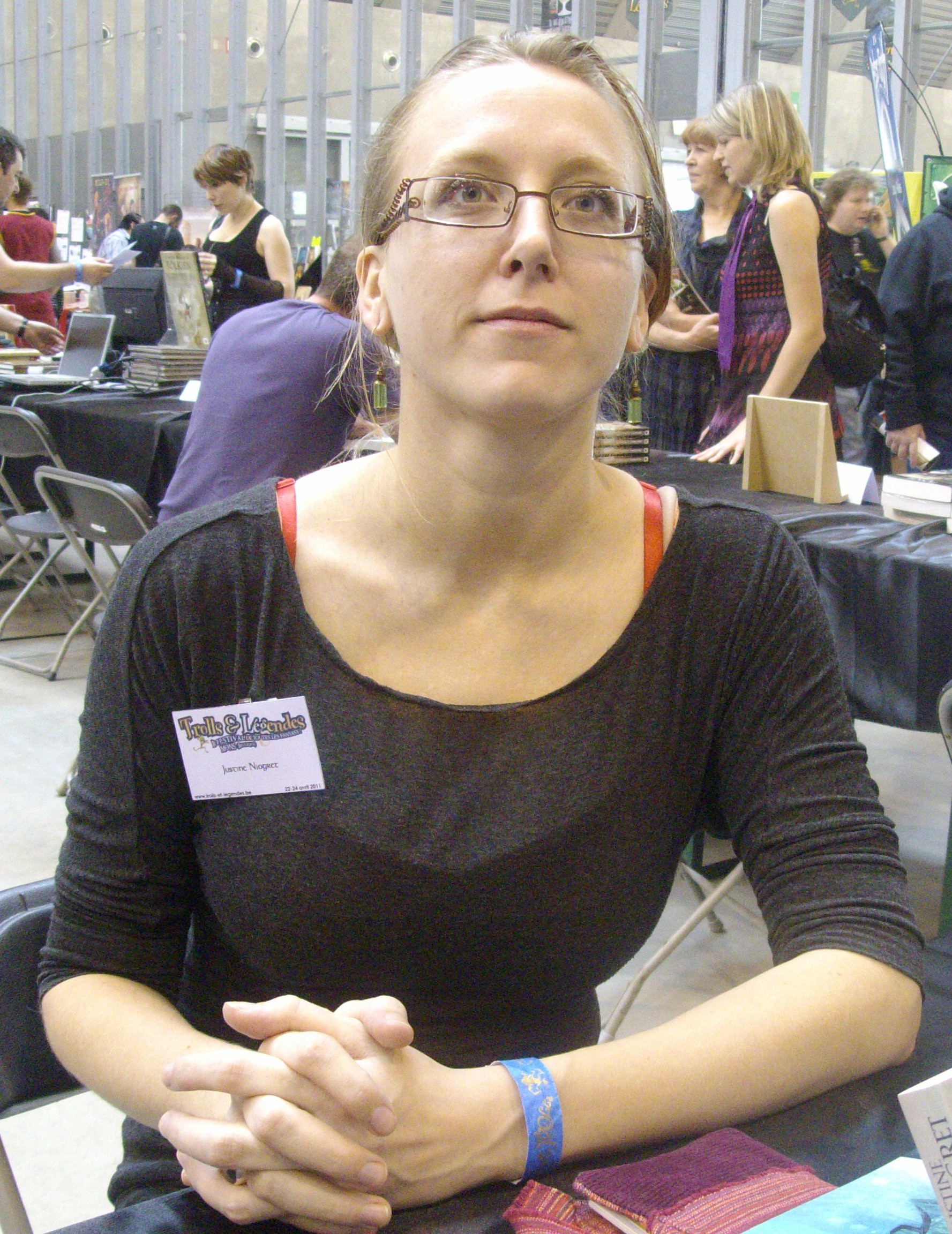
Justine Niogret (2011)

Justine Niogret (geboren 1978 in der Bretagne) ist eine französische Schriftstellerin und Übersetzerin. Sie ist bekannt als Autorin von Fantasyromanen und Science-Fiction. 2010 wurde ihr Erstlingsroman Chien du Heaume mit dem renommierten Grand Prix de l’Imaginaire und dem Prix Imaginales ausgezeichnet. 2012 erschien die Fortsetzung Mordre le bouclier. Ihr dritter Roman, Gueule de truie (2012), ist eine postapokalyptische Dystopie und in Mordred (2013) bewegt sie sich im Kreis der Artussage, wobei hier der Sohn von König Artus die Hauptfigur eines in betont nüchternem Stil geschriebenen Romans ist.

## Auszeichnungen
- 2010: Grand Prix de l’Imaginaire für den Roman Chien du Heaume
- 2010: Prix Imaginales für den Roman Chien du Heaume
- 2012: Prix Elbakin für den Roman Mordre le bouclier
- 2012: Prix Utopiales européen für den Roman Mordre le bouclier

## Bibliografie
Chien du Heaume (Romanserie)
- 1 Chien du heaume (2010)
- 2 Mordre le bouclier (2011)

Romane
- Gueule de truie (2012)
- Mordred (2013)
- Cœurs de rouille (2013)

Kurzgeschichten
- Un chant d'été (2004)
- T'humilierai (2010)
- Pollens (2010)
- Porter dans mes veines l'artefact et l'antidote (2011)
- Achab était amoureux (2012)

Übersetzungen
- Trudi Canavan: La Guilde des magiciens (2013; The Magician’s Guild, 2001)
- Emma Trevayne: Coda (2014; Coda, 2013)
- Debra Driza: Mila 2.0 (2014; Mila 2.0, 2013)